# Tyrrell 005
La Tyrrell 005 fu una monoposto del team Tyrrell che corse dalla fine della stagione 1972 al 1974.
La vettura fu progettata da Derek Gardner, mentre gli sponsor principali erano Elf e Goodyear. Fu utilizzata da Jackie Stewart nelle stagioni 1972 e 1973, da François Cevert e Chris Amon nel 1973 e da Patrick Depailler nel 1974. Debuttò in Austria nel 1972 e vinse i Gran Premi degli Stati Uniti e del Canada con Stewart nella stessa stagione.

## Piloti
- Jackie Stewart -  Regno Unito
- François Cevert -  Francia
- Patrick Depailler -  Francia
- Chris Amon -  Nuova Zelanda